# 宋伯華
宋伯華（1538年—1585年），字汝含，號鑑弦，山東青州府益都縣人，軍籍，明朝政治人物。

## 生平
嘉靖三十七年（1558年）戊午科山東鄉試第十八名舉人。隆慶二年（1568年）中式戊辰科會試第一百十二名，三甲第一百八十九名進士。授宿迁县知县，在任三年，召为兵部车驾司主事。
萬曆改元，奉命巡边，历职方员外郎、郎中，擢升淮安府知府，八年五月以违例驰驿，降六级调用，遂辞官而归。後起補束鹿县丞，一年中三遷为永平府推官、河南府同知、開封府知府，不久于万历十三年九月病逝，年四十八。

## 家族
曾祖宋瑜；祖父宋臣，枣强縣主簿；父宋延年，南京禮部司務。母陳氏。慈侍下。弟伯熙、伯度、伯巽、伯扬。